# Begonia sect. Coelocentrum
Begonia secc. Coelocentrum  es una sección del género Begonia, perteneciente a la familia de las begoniáceas, a la cual pertenecen las siguientes especies:

## Especies
| - Begonia biflora - Begonia bonii - Begonia cirrosa - Begonia curvicarpa - Begonia daxinensis - Begonia debaoensis - Begonia fangii - Begonia filiformis - Begonia guangxiensis - Begonia lanternaria - Begonia luochengensis - Begonia luzhaiensis - Begonia masoniana - Begonia morsei | - Begonia obliquefolia - Begonia ornithophylla - Begonia phuthoensis - Begonia porteri - Begonia pseudodaxinensis - Begonia pseudodryadis - Begonia pseudoleprosa - Begonia setulosopeltata - Begonia semiparietalis - Begonia umbraculifolia - Begonia variifolia - Begonia yishanensis - Begonia zhengyiana |